# Abruka
Abruka  est une île estonienne de l'archipel de Moonsund, dans le golfe de Riga.